# 오마초등학교
오마초등학교(五馬初等學校)는 대한민국 경기도 고양시 일산서구 주엽동에 있는 공립 초등학교다. 학교의 교표에 그려진 다섯 마리의 말은 옛 지명인 '오마리'의 유래와 마패를 상징한다.

## 학교 연혁
- 1994년 5월 1일 : 오마국민학교 개교(설립인가 2월 26일)
- 1996년 3월 1일 : 오마초등학교로 개칭
- 2016년 9월 1일: 제7대 김백룡 교장선생님 부임
- 2020년 3월 2일: 47학급 편성, 입학생 169명
- 2021년 3월 1일: 제8대 한필희 교장선생님 부임
- 2021년 3월 1일: 47학급 편성, 입학생 155명
- 2021년 12월 30일: 제28회 졸업식, 졸업생 272명
- 2024년 5월 1일: 개교 30주년